# متل (فیلم)
«متل» (انگلیسی: The Motel (film)) فیلمی در ژانر کمدی-درام است که در سال ۲۰۰۵ منتشر شد.